# Сексуальные практики между мужчинами
Сексуа́льные пра́ктики мужчи́н, практику́ющих секс с мужчи́нами (МСМ) довольно разнообразны. Среди них не наблюдается единой общепринятой сексуальной техники.

## Сексуальные практики между мужчинами

### Ручная стимуляция и генитальный контакт

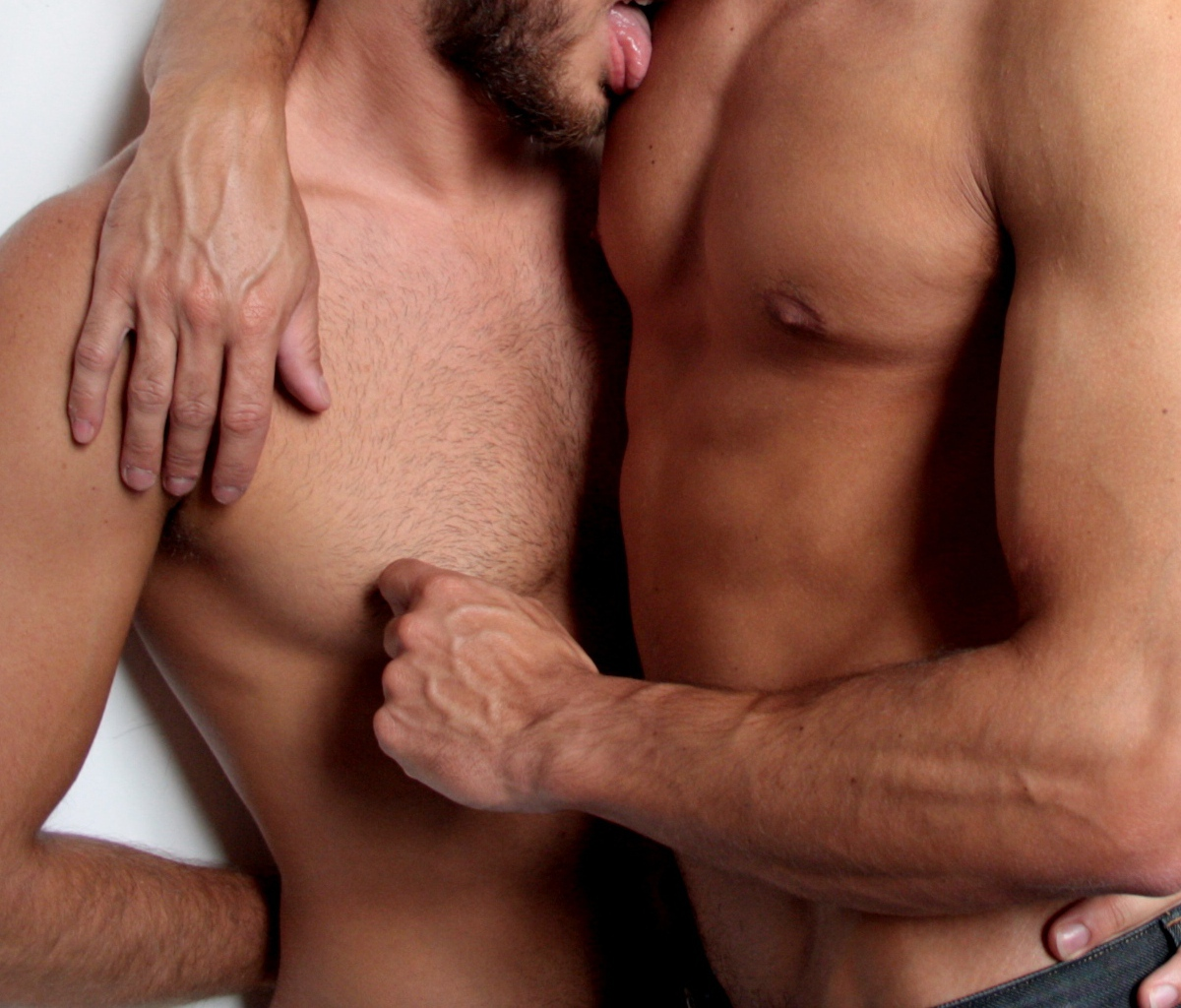
Стимуляция сосков

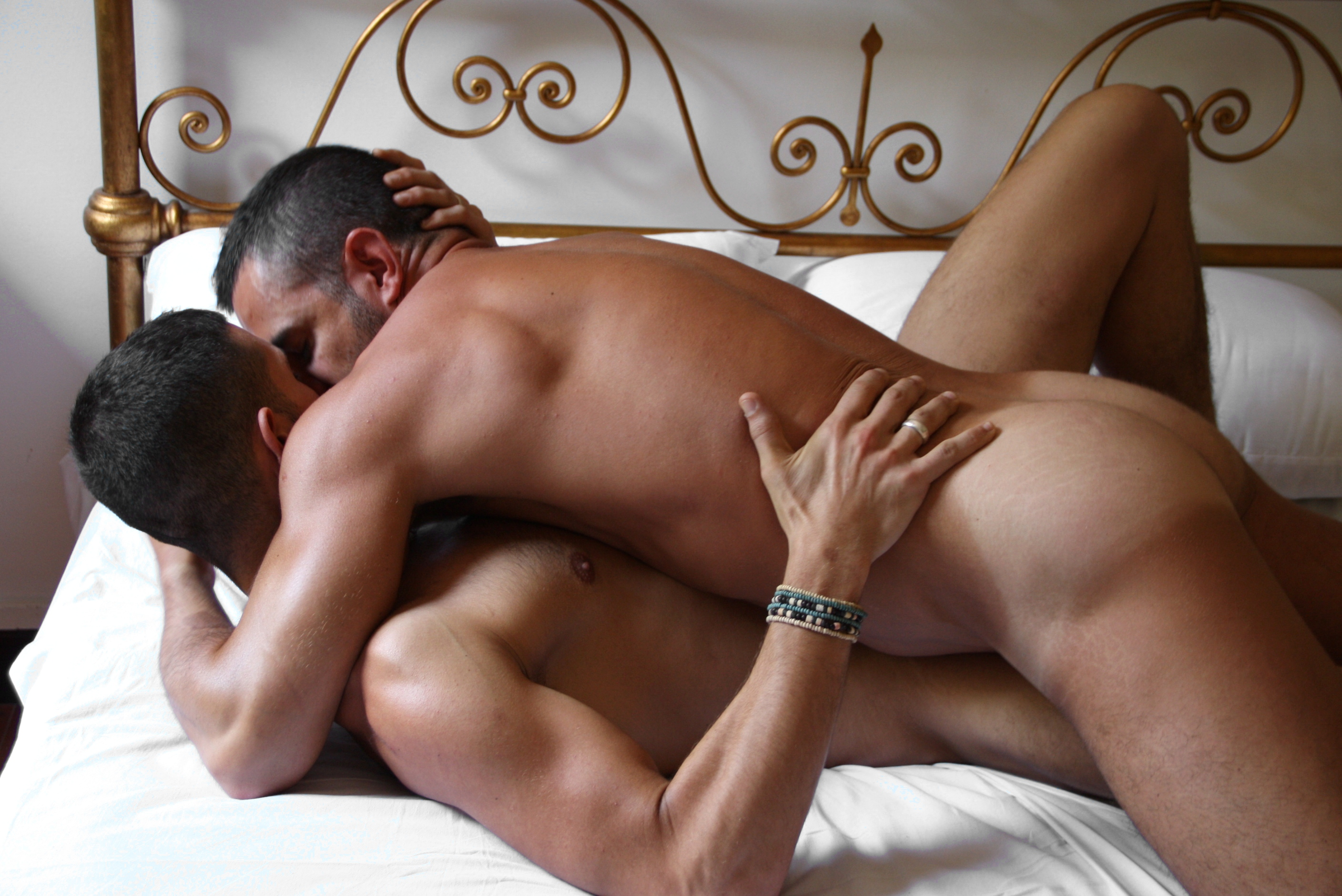
Генитальный контакт

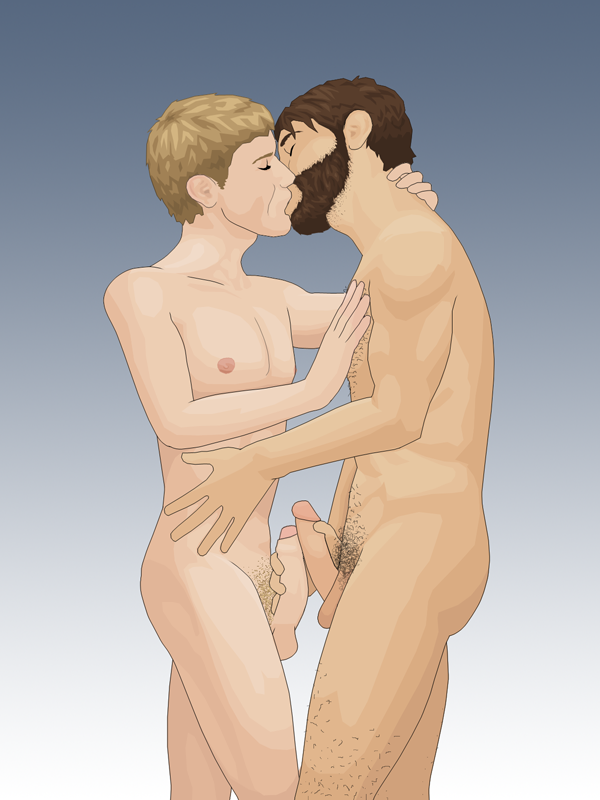
Фрот — трение пенисами

Более половины МСМ возбуждают своих партнёров путём стимулирования сосков (например, мануальная стимуляция или стимулирование языком).
Немецкий сексолог Эрвин Хеберле указывает на то, что ручная стимуляция пениса является самой распространённой сексуальной практикой между мужчинами и может проявляться либо во взаимной или односторонней мастурбации, либо трении пенисов друг о друга (фрот). В отличие от разнополых контактов такая форма сексуального взаимодействия выступает здесь не в качестве дополнительной, а в качестве самостоятельной формы сексуального удовлетворения.
Генитальный контакт между мужчинами может происходить также и при одновременных тазовых движениях в случае близко расположенных друг к другу тел партнёров. При этом для дополнительной стимуляции пенисов может также использоваться ладонь.

### Фелляция

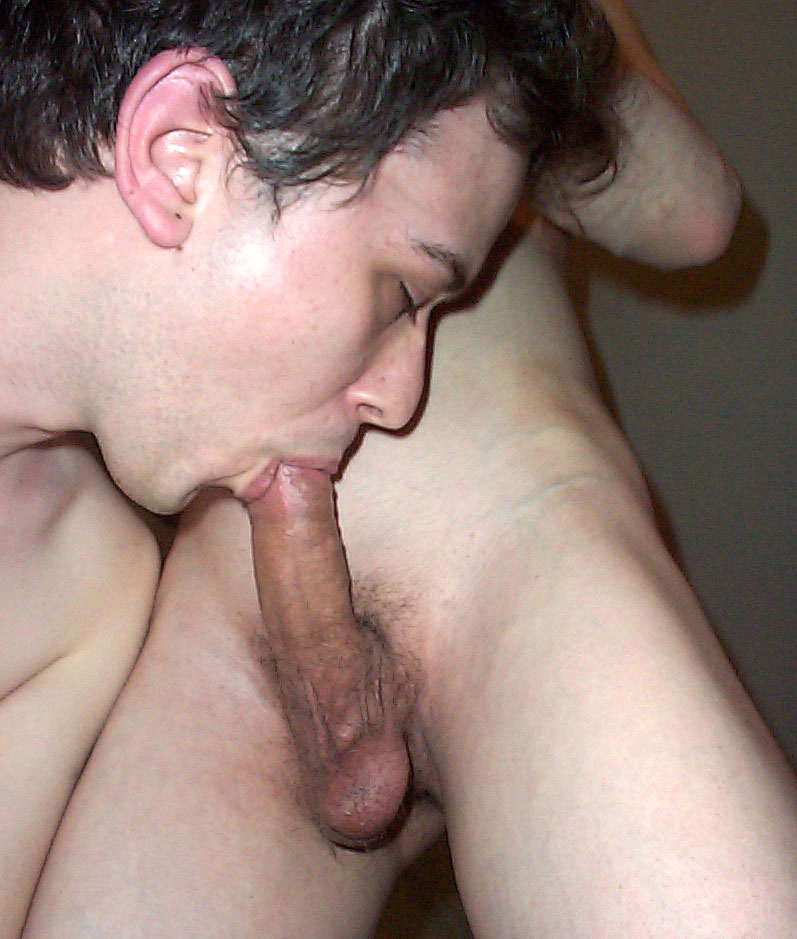
Фелляция

Вторая по степени распространённости практика между мужчинами — фелляция. При этом большинство мужчин не тяготеют к какой-то определённой роли, хотя есть и такие, которые предпочитают либо только делать минет, либо только получать оральные ласки. Оральная стимуляция может производиться и обоими партнёрами одновременно, например, в позиции 69. Фелляция может выступать либо в качестве сексуальной прелюдии, либо в качестве основного акта и доводить до оргазма. При этом мужчины, также как и женщины, могут получать удовольствие от вкуса спермы.
Многие мужчины, занимающиеся гомосексуальной проституцией, а также бисексуальные мужчины, приемлют лишь получение оральных ласк от другого мужчины. Эта позиция основана на том, что при таком контакте они якобы сохраняют свою гетеросексуальность. Хеберле критикует такое мнение, указывая на то, что доведение до оргазма пассивного (то есть стимулируемого) партнёра посредством фелляции свидетельствует о наличии у него сексуальной реакции на мужчину.

### Анальный секс

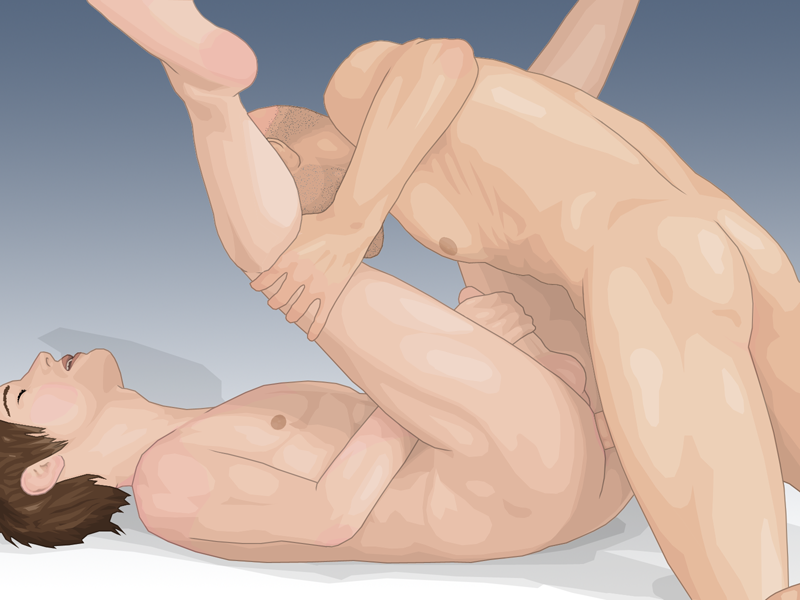
Анальная пенетрация в «миссионерской позиции»

Анальная пенетрация больше всего напоминает коитус, в то же время это наиболее неудобная и трудоёмкая сексуальная практика, которая, вопреки господствующему мнению, не является самой распространённой сексуальной практикой среди мужчин. По причине того, что анус в отличие от влагалища не продуцирует естественной смазки, необходимо пользоваться лубрикантами для предотвращения повреждений.
Вместе с тем, анальный секс воспринимается определённой частью МСМ как наивысшая форма телесной близости, эмоциональной интимности и взаимного доверия. Об этом говорят, например, и данные опубликованных в январе 2013 года крупномасштабных исследований, проведённых в Германии Федеральным центральным бюро по просвещению в области здоровья. Так, согласно исследованиям, при сексуальном контакте с непостоянным партнёром анальный секс допускают лишь две трети опрошенных МСМ, в то же время среди мужчин, живущих в постоянных моногамных отношениях с партнёром, лишь 2 % опрошенных не практиковали анальный секс за последний год.
Чаще всего партнёры не придерживаются какой-то определённой роли, а периодически выступают как в активной, так и в пассивной позиции. Вместе с тем, в том числе и по причине существования в обществе религиозных и моральных табу на анальный секс (в первую очередь на «пассивную роль»), некоторые МСМ не допускают пассивной роли в анальном сексе и по этой причине ищут себе исключительно пассивных партнёров. В некоторых случаях такая позиция также объясняется причинами, похожими на те, которые обнаруживались при фелляции; в случае анального секса мужчины, выполняющие лишь «активную роль», в их понимании как бы остаются гетеросексуалами. Некоторые мужчины, даже выполняя «пассивную роль», также не допускают введения полового органа партнёра в свой задний проход и предпочитают имитацию анального сношения путём трения пениса партнёра между ягодицами, в том числе вплоть до достижения им оргазма.
Особо чёткоe разделение на «активных» и «пассивных» проявляется у мужчин, которые испытывают чувство вины за свои гомосексуальные контакты или пытаются «оправдать» их: выполняя исключительно «мужскую», то есть «активную» роль, такие мужчины убеждают себя в своей гетеросексуальности.
Доктор медицинских наук Г. Б. Дерягин также отмечает, что до 25 % гомосексуальных мужчин не совершают анальных сношений, предпочитая другие формы сексуального взаимоудовлетворения, в первую очередь оральногенитальные контакты и взаимную мастурбацию. Культуролог И. С. Кон приводит данные одного из исследований, показывающее, что среди немецких геев, практикующих анальный секс, только активную роль выполняли 18 % опрошенных, только пассивную (принимающую) роль — 12 %, тогда как 70 % составляли так называемые «универсалы», чередующие обе позиции. Современные исследования в Германии также показывают, что большое количество МСМ предпочитают практиковать как активный, так и пассивный анальный секс. Однако частота той или иной позиции в анальном сексе зависит от возраста МСМ. Так, в группе МСМ моложе 20 лет пассивную позицию практикуют более 65 %, в группе 20-59 лет — около 75 %, в группе от 60 лет — 55 %. Активную позицию практикуют 75 % МСМ в группе до 29 лет, около 65 % — в группе 30-59 лет и около 59 % — в группе от 60 лет. Около 13 % МСМ не практикуют анальный секс вовсе. Сексолог Дмитрий Исаев приводит данные, согласно которым 41 % МСМ осуществляют анальные сношения в качестве активного и 44 % — в качестве пассивного партнёра.

### БДСМ-практики и фетишизм

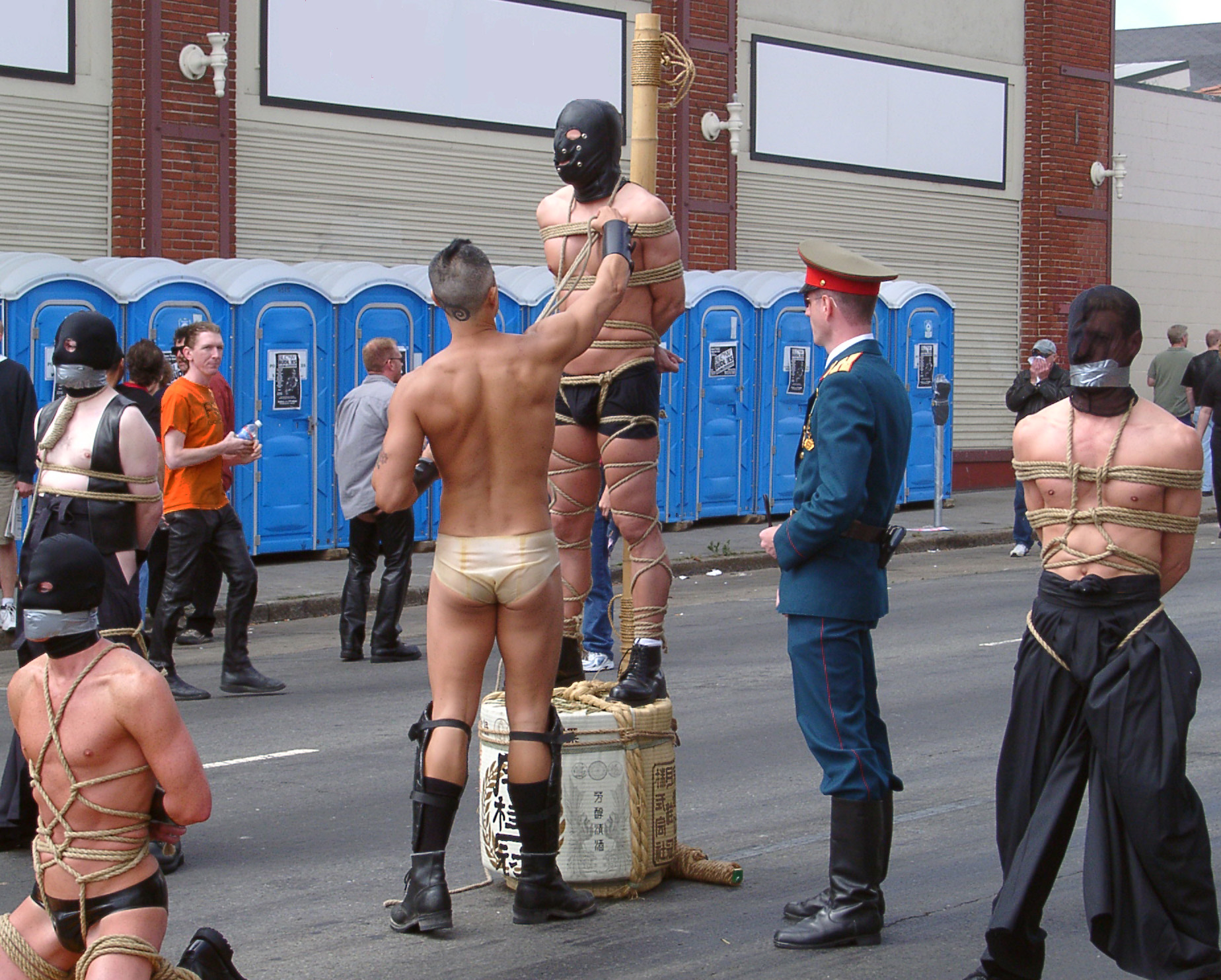
БДСМ-фестиваль Folsom 2003

Определённое место в сексе между мужчинами занимают и БДСМ-практики. Однако эти практики не являются спецификой однополого секса и в равной степени распространены среди разнополых пар. И хотя склонность к садо-мазохизму распространена среди гетеро-, гомо- и бисексуалов приблизительно одинаково, но в отличие от гетеросексуальных мужчин, мужчины, предпочитающие секс с мужчинами, больше тяготеют к подчинённой роли.
Некоторые сексуальные игры и техники, используемые МСМ, опасны с точки зрения гигиены и эпидемиологии. Например, при фистинге, когда в анус засовывается кулак (или иногда даже и вся рука по локоть) или другие предметы, возможны разрывы и повреждения стенки прямой кишки и серьёзные кровопотери. В то же время, как показывают, например, результаты крупномасштабного исследования, проведённого в Германии, фистинг занимает лишь незначительную роль в сексуальной жизни МСМ. Так, лишь 8 % опрошенных МСМ признались, что за последний год хотя бы раз занимались фистингом в пассивной роли. В активной роли фистинг за последний год практиковали не более 15 % опрошенных.
При римминге (стимуляции ануса и промежности языком и губами или засовывании языка в задний проход) высоки риски переноса желудочно-кишечных инфекций. Однако негигиеничные игры существуют также и у гетеросексуалов.

## Степени риска сексуального поведения
Департамент здравоохранения Сан-Франциско выделил несколько степеней риска заражения ВИЧ-инфекцией среди МСМ в зависимости от различных сексуальных практик. Порядок перечисления от наивысшего риска к наименьшему:
- Высокий риск:
  - Анальный секс без презерватива (с семяизвержением в прямую кишку).
  - Тяжёлые СМ-игры (садо-мазохистские игры с ранами и кровотечением).
  - Химсекс — это секс под психоактивными веществами[10]
- Умеренный риск:
  - Оральный секс без презерватива (с семяизвержением в рот).
  - Орально-анальный контакт (анилингус) без латексной салфетки.
  - Контакт рта или ануса с мочой или калом (писсинг и каккинг).
  - Проникновение кулака или руки в анус (фистинг) или проникновение пальцем (фингеринг) без латексной перчатки.
  - Оральный секс без презерватива (без семяизвержения в рот).
- Низкий риск:
  - Анальный секс с использованием лубриканта на водной основе и презерватива.
  - Оральный секс с использованием презерватива.
  - Орально-анальный контакт (анилингус) с использованием латексной салфетки.
  - Проникновение рукой или пальцем в анус (фистинг, фингеринг) в латексной перчатке.
  - Наружный мануально-генитальный контакт (например, фрот).
  - Глубокий французский поцелуй.
  - СМ-игры без попадания спермы или крови на слизистые оболочки.
- Безопасные сексуальные практики:
  - Мастурбация (в одиночестве или с партнёром).
  - Использование индивидуальных сексуальных игрушек (фаллоимитатор, анальные бусы).
  - Обнимание, прикосновения, ласки, массаж.
  - Совместное принятие ванны.
  - Сексуальные разговоры, секс по телефону или в сети, сексуальные фантазии.
  - Сексуальные фильмы, видео и игры.

При анальном сексе с проникновением имеется наиболее высокий риск передачи ВИЧ пассивному партнёру, он значительно выше, чем при вагинальном сексе. Для активного партнёра также существует риск инфицирования. Передача ВИЧ при незащищённых орально-генитальных сексуальных контактах также возможна, хотя риск заражения считается незначительным.